# 海山車站 (桃園市)
海山車站是一曾經存在於台灣桃園縣蘆竹鄉（今桃園市蘆竹區）的鐵路車站，為臺灣鐵路管理局（臺鐵）已廢線的林口線沿線車站之一。本站是配合2005年底開始運作的「桃林鐵路」（由桃園縣政府經營、利用林口線既有路線增設客運設施之後提供的免費客運接駁服務），而於2009年時增設以延伸桃林鐵路服務範圍的新站之一，與鄰站海湖車站是林口線廢線前最後一批設置的車站。

## 車站構造
- 岸式月台一座。[2]

## 營運狀況
在林口線試辦客運期間，作為客運專用車站使用。

## 車站週邊
- 台灣桃園國際機場
- 山鼻站（桃園捷運機場線）

## 歷史
- 2009年8月10日：正式通車，站名取自鄰近道路「海山路」之名。原定8月7日要啟用，但由於莫拉克颱風來襲，因此取消啟用並延後通車。
- 2012年12月28日：隨著林口線停駛而廢止。